# Vízilabda az 1960. évi nyári olimpiai játékokon
Az 1960. évi nyári olimpiai játékokon a vízilabdatorna az újkori olimpiák történetében tizenharmadszor került a hivatalos programba. A tornát augusztus 25. és szeptember 3. között rendezték. Csak férfi torna volt, melyen 16 nemzet csapata vett részt. A címvédő a magyar válogatott volt, a tornát az olasz válogatott nyerte.

## Éremtáblázat
(A rendező ország és Magyarország csapata eltérő háttérszínnel, az egyes számoszlopok legmagasabb értéke, vagy értékei vastagítással kiemelve.)
| Az 1960. évi nyári olimpiai játékok éremtáblázata vízilabdában | Az 1960. évi nyári olimpiai játékok éremtáblázata vízilabdában | Az 1960. évi nyári olimpiai játékok éremtáblázata vízilabdában | Az 1960. évi nyári olimpiai játékok éremtáblázata vízilabdában | Az 1960. évi nyári olimpiai játékok éremtáblázata vízilabdában | Olimpia  |
| -------------------------------------------------------------- | -------------------------------------------------------------- | -------------------------------------------------------------- | -------------------------------------------------------------- | -------------------------------------------------------------- | -------- |
|                                                                | Ország                                                         | Arany                                                          | Ezüst                                                          | Bronz                                                          | Összesen |
| 1.                                                             | Olaszország (ITA)                                              | 1                                                              | 0                                                              | 0                                                              | 1        |
| 2.                                                             | Szovjetunió (URS)                                              | 0                                                              | 1                                                              | 0                                                              | 1        |
| 3.                                                             | Magyarország (HUN)                                             | 0                                                              | 0                                                              | 1                                                              | 1        |
|                                                                |                                                                |                                                                |                                                                |                                                                |          |
| Összesen                                                       | Összesen                                                       | 1                                                              | 1                                                              | 1                                                              | 3        |

## Érmesek
| Az 1960. évi nyári olimpiai játékok érmesei vízilabdában | Az 1960. évi nyári olimpiai játékok érmesei vízilabdában | Az 1960. évi nyári olimpiai játékok érmesei vízilabdában | Az 1960. évi nyári olimpiai játékok érmesei vízilabdában |
| --- | --- | --- | -------------------------------------------------------- |
| Arany | Ezüst | Bronz |                                                          |
| Olaszország (ITA) | Szovjetunió (URS) | Magyarország (HUN) |                                                          |
| Amedo Ambron Danio Bardi Giuseppe D’Altrui Salvatore Gionta Giancarlo Guerrini Franco Lavoratori Gianni Lonzi Luigi Mannelli Eraldo Pizzo Rosario Parmegiani Dante Rossi Brunello Spinelli | Vlagyimir Szemjonov Anatolij Kartasov Vlagyimir Novikov Pjotr Msvenyieradze Jurij Grigorovszkij Viktor Agejev Givi Csikvanaia Leri Gogoladze Vjacseszlav Kurennoj Borisz Gojhman Jevgenyij Szalcin | Markovits Kálmán Katona András Kárpáti György Jeney László Boros Ottó Hevesi István Mayer Mihály Dömötör Zoltán Gyarmati Dezső Kanizsa Tivadar Rusorán Péter Bodnár András Felkai László Konrád János |                                                          |

## Lebonyolítás
A 16 csapatot 4 darab 4 csapatos csoportba osztották. A csoportkörből az első két helyezett jutott a középdöntőbe. A középdöntőben az A- és B csoport első két helyezettje, valamint a C- és D csoport első két helyezettje újabb csoportot alkotott, de a csapatok az egymás elleni eredményeket a csoportkörből magukkal vitték. A középdöntő két csoportjának első két helyezettje jutott a négyes döntőbe, a harmadik és negyedik helyezettek pedig egy helyosztó csoportba kerültek. A négyes döntőben és a helyosztó csoportban újabb körmérkőzéseket rendeztek, de a csapatok az egymás elleni eredményeket a középdöntőből hozták magukkal. A négyes döntő, valamint a helyosztó csoport végeredménye lett a torna végső sorrendje.

## Sorsolás
A csoportkör sorsolását 1960. augusztus 22-én tartották Rómában.
Kiemelés
| 1. kalap                                               | 2. kalap                                                       | 3. kalap |
| ------------------------------------------------------ | -------------------------------------------------------------- | --- |
| Magyarország · Jugoszlávia · Szovjetunió · Olaszország | Románia · Egyesült Német Csapat · Hollandia · Egyesült Államok | - Egyesült Arab Köztársaság - Dél-afrikai Unió - Japán - Ausztrália - Argentína - Brazília - Franciaország - Belgium |

## Csoportkör
| Színmagyarázat |
| --- |
| A csoportok első két helyezettje bejutott a középdöntőbe. Az A csoport és B csoport első két helyezettje, valamint a C csoport és D csoport első két helyezettje azonos csoportba került. |
| A csoportok harmadik és negyedik helyezettjei kiestek. |

### A csoport
| Csapat                          | M | Gy | D | V | G+ | G– | Gk  | P |
| ------------------------------- | - | -- | - | - | -- | -- | --- | - |
| Olaszország (ITA)               | 3 | 3  | 0 | 0 | 21 | 8  | +13 | 6 |
| Románia (ROU)                   | 3 | 2  | 0 | 1 | 12 | 5  | +7  | 4 |
| Egyesült Arab Köztársaság (RAU) | 3 | 0  | 1 | 2 | 7  | 17 | –10 | 1 |
| Japán (JPN)                     | 3 | 0  | 1 | 2 | 5  | 15 | –10 | 1 |

| 1960. augusztus 25. 20:30 | Japán (JPN) | 3 – 3 | Egyesült Arab Köztársaság (RAU) |  |
| 1960. augusztus 25. 20:30 | (2 – 1)     |       |                                 |  |
| 1960. augusztus 25. 20:30 |             |       |                                 |  |

| 1960. augusztus 25. 21:30 | Olaszország (ITA) | 4 – 3 | Románia (ROU) |  |
| 1960. augusztus 25. 21:30 | (2 – 1)           |       |               |  |
| 1960. augusztus 25. 21:30 |                   |       |               |  |

| 1960. augusztus 26. 12:00 | Románia (ROU) | 5 – 0 | Egyesült Arab Köztársaság (RAU) |  |
| 1960. augusztus 26. 12:00 | (3 – 0)       |       |                                 |  |
| 1960. augusztus 26. 12:00 |               |       |                                 |  |

| 1960. augusztus 26. 22:40 | Olaszország (ITA) | 8 – 1 | Japán (JPN) |  |
| 1960. augusztus 26. 22:40 | (2 – 1)           |       |             |  |
| 1960. augusztus 26. 22:40 |                   |       |             |  |

| 1960. augusztus 27. 21:50 | Olaszország (ITA) | 9 – 4 | Egyesült Arab Köztársaság (RAU) |  |
| 1960. augusztus 27. 21:50 | (6 – 2)           |       |                                 |  |
| 1960. augusztus 27. 21:50 |                   |       |                                 |  |

| 1960. augusztus 27. 22:00 | Románia (ROU) | 4 – 1 | Japán (JPN) |  |
| 1960. augusztus 27. 22:00 | (1 – 0)       |       |             |  |
| 1960. augusztus 27. 22:00 |               |       |             |  |

### B csoport
| Csapat                      | M | Gy | D | V | G+ | G– | Gk  | P |
| --------------------------- | - | -- | - | - | -- | -- | --- | - |
| Szovjetunió (URS)           | 3 | 3  | 0 | 0 | 20 | 10 | +10 | 6 |
| Egyesült Német Csapat (EUA) | 3 | 2  | 0 | 1 | 15 | 9  | +6  | 4 |
| Argentína (ARG)             | 3 | 0  | 1 | 2 | 7  | 14 | –7  | 1 |
| Brazília (BRA)              | 3 | 0  | 1 | 2 | 7  | 16 | –9  | 1 |

| 1960. augusztus 25. 21:30 | Argentína (ARG) | 2 – 2 | Brazília (BRA) |  |
| 1960. augusztus 25. 21:30 | (0 – 1)         |       |                |  |
| 1960. augusztus 25. 21:30 |                 |       |                |  |

| 1960. augusztus 25. 22:30 | Szovjetunió (URS) | 5 – 4 | Egyesült Német Csapat (EUA) |  |
| 1960. augusztus 25. 22:30 | (4 – 1)           |       |                             |  |
| 1960. augusztus 25. 22:30 |                   |       |                             |  |

| 1960. augusztus 26. 21:00 | Egyesült Német Csapat (EUA) | 6 – 3 | Brazília (BRA) |  |
| 1960. augusztus 26. 21:00 | (3 – 1)                     |       |                |  |
| 1960. augusztus 26. 21:00 |                             |       |                |  |

| 1960. augusztus 27. 10:00 | Szovjetunió (URS) | 7 – 4 | Argentína (ARG) |  |
| 1960. augusztus 27. 10:00 | (5 – 2)           |       |                 |  |
| 1960. augusztus 27. 10:00 |                   |       |                 |  |

| 1960. augusztus 29. 11:00 | Szovjetunió (URS) | 8 – 2 | Brazília (BRA) |  |
| 1960. augusztus 29. 11:00 | (5 – 1)           |       |                |  |
| 1960. augusztus 29. 11:00 |                   |       |                |  |

| 1960. augusztus 29. 23:15 | Egyesült Német Csapat (EUA) | 5 – 1 | Argentína (ARG) |  |
| 1960. augusztus 29. 23:15 | (2 – 0)                     |       |                 |  |
| 1960. augusztus 29. 23:15 |                             |       |                 |  |

### C csoport
| Csapat                 | M | Gy | D | V | G+ | G– | Gk  | P |
| ---------------------- | - | -- | - | - | -- | -- | --- | - |
| Jugoszlávia (YUG)      | 3 | 3  | 0 | 0 | 15 | 4  | +11 | 6 |
| Hollandia (NED)        | 3 | 1  | 1 | 1 | 9  | 8  | +1  | 3 |
| Dél-afrikai Unió (RSA) | 3 | 1  | 1 | 1 | 7  | 12 | –5  | 3 |
| Ausztrália (AUS)       | 3 | 0  | 0 | 3 | 7  | 14 | –7  | 0 |

| 1960. augusztus 25. 20:30 | Jugoszlávia (YUG) | 2 – 1 | Hollandia (NED) |  |
| 1960. augusztus 25. 20:30 | (1 – 1)           |       |                 |  |
| 1960. augusztus 25. 20:30 |                   |       |                 |  |

| 1960. augusztus 25. 22:30 | Dél-afrikai Unió (RSA) | 3 – 2 | Ausztrália (AUS) |  |
| 1960. augusztus 25. 22:30 | (1 – 2)                |       |                  |  |
| 1960. augusztus 25. 22:30 |                        |       |                  |  |

| 1960. augusztus 26. 22:00 | Hollandia (NED) | 5 – 3 | Ausztrália (AUS) |  |
| 1960. augusztus 26. 22:00 | (2 – 2)         |       |                  |  |
| 1960. augusztus 26. 22:00 |                 |       |                  |  |

| 1960. augusztus 27. 11:00 | Jugoszlávia (YUG) | 7 – 1 | Dél-afrikai Unió (RSA) |  |
| 1960. augusztus 27. 11:00 | (3 – 0)           |       |                        |  |
| 1960. augusztus 27. 11:00 |                   |       |                        |  |

| 1960. augusztus 29. 21:00 | Hollandia (NED) | 3 – 3 | Dél-afrikai Unió (RSA) |  |
| 1960. augusztus 29. 21:00 | (0 – 1)         |       |                        |  |
| 1960. augusztus 29. 21:00 |                 |       |                        |  |

| 1960. augusztus 29. 22:15 | Jugoszlávia (YUG) | 6 – 2 | Ausztrália (AUS) |  |
| 1960. augusztus 29. 22:15 | (3 – 1)           |       |                  |  |
| 1960. augusztus 29. 22:15 |                   |       |                  |  |

### D csoport
| Csapat                 | M | Gy | D | V | G+ | G– | Gk  | P |
| ---------------------- | - | -- | - | - | -- | -- | --- | - |
| Magyarország (HUN)     | 3 | 3  | 0 | 0 | 27 | 9  | +18 | 6 |
| Egyesült Államok (USA) | 3 | 2  | 0 | 1 | 17 | 13 | +4  | 4 |
| Franciaország (FRA)    | 3 | 1  | 0 | 2 | 10 | 23 | –13 | 2 |
| Belgium (BEL)          | 3 | 0  | 0 | 3 | 8  | 17 | –9  | 0 |

| 1960. augusztus 26. 11:00 | Franciaország (FRA) | 3 – 2 | Belgium (BEL) |  |
| 1960. augusztus 26. 11:00 | (1 – 1)             |       |               |  |
| 1960. augusztus 26. 11:00 |                     |       |               |  |

| 1960. augusztus 26. 22:30 | Magyarország (HUN) | 7 – 2 | Egyesült Államok (USA) |  |
| 1960. augusztus 26. 22:30 | (2 – 1)            |       |                        |  |
| 1960. augusztus 26. 22:30 |                    |       |                        |  |

| 1960. augusztus 27. 21:00 | Egyesült Államok (USA) | 10 – 4 | Franciaország (FRA) |  |
| 1960. augusztus 27. 21:00 | (3 – 2)                |        |                     |  |
| 1960. augusztus 27. 21:00 |                        |        |                     |  |

| 1960. augusztus 27. 22:50 | Magyarország (HUN) | 9 – 4 | Belgium (BEL) |  |
| 1960. augusztus 27. 22:50 | (6 – 3)            |       |               |  |
| 1960. augusztus 27. 22:50 |                    |       |               |  |

| 1960. augusztus 29. 10:00 | Egyesült Államok (USA) | 5 – 2 | Belgium (BEL) |  |
| 1960. augusztus 29. 10:00 | (3 – 2)                |       |               |  |
| 1960. augusztus 29. 10:00 |                        |       |               |  |

| 1960. augusztus 29. 22:00 | Magyarország (HUN) | 11 – 3 | Franciaország (FRA) |  |
| 1960. augusztus 29. 22:00 | (5 – 3)            |        |                     |  |
| 1960. augusztus 29. 22:00 |                    |        |                     |  |

## Középdöntő
| Színmagyarázat                                                             |
| -------------------------------------------------------------------------- |
| A csoportok első két helyezettje bejutott a négyes döntőbe.                |
| A csoportok harmadik és negyedik helyezettjei az 5–8. helyért játszhattak. |

### 1. csoport
A táblázat tartalmazza
- az A csoportban lejátszott Olaszország – Románia 4–3-as és
- a B csoportban lejátszott Szovjetunió – Egyesült Német Csapat 5–4-es eredményét is.

| Csapat                      | M | Gy | D | V | G+ | G– | Gk | P |
| --------------------------- | - | -- | - | - | -- | -- | -- | - |
| Olaszország (ITA)           | 3 | 3  | 0 | 0 | 9  | 3  | +6 | 6 |
| Szovjetunió (URS)           | 3 | 2  | 0 | 1 | 8  | 8  | 0  | 4 |
| Románia (ROU)               | 3 | 0  | 1 | 2 | 8  | 10 | –2 | 1 |
| Egyesült Német Csapat (EUA) | 3 | 0  | 1 | 2 | 7  | 11 | –4 | 1 |

| 1960. augusztus 30. 18:10 | Szovjetunió (URS) | 3 – 2 | Románia (ROU) |  |
| 1960. augusztus 30. 18:10 | (1 – 0)           |       |               |  |
| 1960. augusztus 30. 18:10 |                   |       |               |  |

| 1960. augusztus 30. 22:30 | Olaszország (ITA) | 3 – 0 | Egyesült Német Csapat (EUA) |  |
| 1960. augusztus 30. 22:30 | (1 – 0)           |       |                             |  |
| 1960. augusztus 30. 22:30 |                   |       |                             |  |

| 1960. augusztus 31. 23:00 | Egyesült Német Csapat (EUA) | 3 – 3 | Románia (ROU) |  |
| 1960. augusztus 31. 23:00 | (1 – 0)                     |       |               |  |
| 1960. augusztus 31. 23:00 |                             |       |               |  |

| 1960. augusztus 31. 24:00 | Olaszország (ITA) | 2 – 0 | Szovjetunió (URS) |  |
| 1960. augusztus 31. 24:00 | (1 – 0)           |       |                   |  |
| 1960. augusztus 31. 24:00 |                   |       |                   |  |

### 2. csoport
A táblázat tartalmazza
- a C csoportban lejátszott Jugoszlávia – Hollandia 2–1-es és
- a D csoportban lejátszott Magyarország – Egyesült Államok 7–2-es eredményét is.

| Csapat                 | M | Gy | D | V | G+ | G– | Gk | P |
| ---------------------- | - | -- | - | - | -- | -- | -- | - |
| Jugoszlávia (YUG)      | 3 | 3  | 0 | 0 | 10 | 4  | +6 | 6 |
| Magyarország (HUN)     | 3 | 2  | 0 | 1 | 11 | 5  | +6 | 4 |
| Egyesült Államok (USA) | 3 | 1  | 0 | 2 | 11 | 19 | –8 | 2 |
| Hollandia (NED)        | 3 | 0  | 0 | 3 | 8  | 12 | –4 | 0 |

| 1960. augusztus 30. 23:30 | Magyarország (HUN) | 3 – 1 | Hollandia (NED) |  |
| 1960. augusztus 30. 23:30 | (2 – 0)            |       |                 |  |
| 1960. augusztus 30. 23:30 |                    |       |                 |  |

| 1960. augusztus 31. 12:00 | Jugoszlávia (YUG) | 6 – 2 | Egyesült Államok (USA) |  |
| 1960. augusztus 31. 12:00 | (3 – 1)           |       |                        |  |
| 1960. augusztus 31. 12:00 |                   |       |                        |  |

| 1960. szeptember 1. 22:30 | Egyesült Államok (USA) | 7 – 6 | Hollandia (NED) |  |
| 1960. szeptember 1. 22:30 | (3 – 2)                |       |                 |  |
| 1960. szeptember 1. 22:30 |                        |       |                 |  |

| 1960. szeptember 1. 23:20 | Jugoszlávia (YUG) | 2 – 1 | Magyarország (HUN) |  |
| 1960. szeptember 1. 23:20 | (1 – 1)           |       |                    |  |
| 1960. szeptember 1. 23:20 |                   |       |                    |  |

## Az 5–8. helyért
| 1960. szeptember 2. 15:00 | Egyesült Német Csapat (EUA) | 4 – 3 | Egyesült Államok (USA) |  |
| 1960. szeptember 2. 15:00 | (2 – 1)                     |       |                        |  |
| 1960. szeptember 2. 15:00 |                             |       |                        |  |

| 1960. szeptember 2. 16:00 | Románia (ROU) | 5 – 4 | Hollandia (NED) |  |
| 1960. szeptember 2. 16:00 | (3 – 3)       |       |                 |  |
| 1960. szeptember 2. 16:00 |               |       |                 |  |

| 1960. szeptember 3. 10:00 | Románia (ROU) | 6 – 4 | Egyesült Államok (USA) |  |
| 1960. szeptember 3. 10:00 | (4 – 1)       |       |                        |  |
| 1960. szeptember 3. 10:00 |               |       |                        |  |

| 1960. szeptember 3. 11:00 | Egyesült Német Csapat (EUA) | 6 – 5 | Hollandia (NED) |  |
| 1960. szeptember 3. 11:00 | (3 – 2)                     |       |                 |  |
| 1960. szeptember 3. 11:00 |                             |       |                 |  |

Végeredmény
A táblázat tartalmazza
- az 1. csoportban lejátszott Egyesült Német Csapat – Románia 3–3-as és
- a 2. csoportban lejátszott Egyesült Államok – Hollandia 7–6-os eredményét is.

| Csapat                      | M | Gy | D | V | G+ | G– | Gk | P |
| --------------------------- | - | -- | - | - | -- | -- | -- | - |
| Románia (ROU)               | 3 | 2  | 1 | 0 | 14 | 11 | +3 | 5 |
| Egyesült Német Csapat (EUA) | 3 | 2  | 1 | 0 | 13 | 11 | +2 | 5 |
| Egyesült Államok (USA)      | 3 | 1  | 0 | 2 | 14 | 16 | –2 | 2 |
| Hollandia (NED)             | 3 | 0  | 0 | 3 | 15 | 18 | –3 | 0 |

## Négyes döntő
| 1960. szeptember 2. 22:30 | Szovjetunió (URS) | 3 – 3 | Magyarország (HUN) |  |
| 1960. szeptember 2. 22:30 | (1 – 1)           |       |                    |  |
| 1960. szeptember 2. 22:30 |                   |       |                    |  |

| 1960. szeptember 2. 23:30 | Olaszország (ITA) | 2 – 1 | Jugoszlávia (YUG) |  |
| 1960. szeptember 2. 23:30 | (1 – 0)           |       |                   |  |
| 1960. szeptember 2. 23:30 |                   |       |                   |  |

| 1960. szeptember 3. 21:50 | Szovjetunió (URS) | 4 – 3 | Jugoszlávia (YUG) |  |
| 1960. szeptember 3. 21:50 | (2 – 2)           |       |                   |  |
| 1960. szeptember 3. 21:50 |                   |       |                   |  |

| 1960. szeptember 3. 22:50 | Magyarország (HUN) | 3 – 3 | Olaszország (ITA) |  |
| 1960. szeptember 3. 22:50 | (3 – 2)            |       |                   |  |
| 1960. szeptember 3. 22:50 |                    |       |                   |  |

Végeredmény
A táblázat tartalmazza
- az 1. csoportban lejátszott Olaszország – Szovjetunió 2–0-ás és
- a 2. csoportban lejátszott Jugoszlávia – Magyarország 2–1-es eredményét is.

| Csapat             | M | Gy | D | V | G+ | G– | Gk | P |
| ------------------ | - | -- | - | - | -- | -- | -- | - |
| Olaszország (ITA)  | 3 | 2  | 1 | 0 | 7  | 4  | +3 | 5 |
| Szovjetunió (URS)  | 3 | 1  | 1 | 1 | 7  | 8  | –1 | 3 |
| Magyarország (HUN) | 3 | 0  | 2 | 1 | 7  | 8  | –1 | 2 |
| Jugoszlávia (YUG)  | 3 | 1  | 0 | 2 | 6  | 7  | –1 | 2 |

| Az 1960. évi nyári olimpiai játékok férfi vízilabdatornájának olimpiai bajnoka |
| · OLASZORSZÁG · 2. cím                                                         |
| ------------------------------------------------------------------------------ |

## Végeredmény
| Helyezés | Csapat                          | M | Gy | D | V | G+ | G– | Gk  | P  |
| -------- | ------------------------------- | - | -- | - | - | -- | -- | --- | -- |
| Arany    | Olaszország (ITA)               | 7 | 6  | 1 | 0 | 31 | 12 | +19 | 13 |
| Ezüst    | Szovjetunió (URS)               | 7 | 5  | 1 | 1 | 30 | 20 | +10 | 11 |
| Bronz    | Magyarország (HUN)              | 7 | 4  | 2 | 1 | 37 | 18 | +19 | 10 |
| 4.       | Jugoszlávia (YUG)               | 7 | 5  | 0 | 2 | 27 | 13 | +14 | 10 |
|          |                                 |   |    |   |   |    |    |     |    |
| 5.       | Románia (ROU)                   | 7 | 4  | 1 | 2 | 28 | 19 | +9  | 9  |
| 6.       | Egyesült Német Csapat (EUA)     | 7 | 4  | 1 | 2 | 28 | 23 | +5  | 9  |
| 7.       | Egyesült Államok (USA)          | 7 | 3  | 0 | 4 | 33 | 35 | –2  | 6  |
| 8.       | Hollandia (NED)                 | 7 | 1  | 1 | 5 | 25 | 29 | –4  | 3  |
|          |                                 |   |    |   |   |    |    |     |    |
| 9.       | Dél-afrikai Unió (RSA)          | 3 | 1  | 1 | 1 | 7  | 12 | –5  | 3  |
| 10.      | Franciaország (FRA)             | 3 | 1  | 0 | 2 | 10 | 23 | –13 | 2  |
| 11.      | Argentína (ARG)                 | 3 | 0  | 1 | 2 | 7  | 14 | –7  | 1  |
| 12.      | Brazília (BRA)                  | 3 | 0  | 1 | 2 | 7  | 16 | –9  | 1  |
| 13.      | Egyesült Arab Köztársaság (RAU) | 3 | 0  | 1 | 2 | 7  | 17 | –10 | 1  |
| 14.      | Japán (JPN)                     | 3 | 0  | 1 | 2 | 5  | 15 | –10 | 1  |
| 15.      | Ausztrália (AUS)                | 3 | 0  | 0 | 3 | 7  | 14 | –7  | 0  |
| 16.      | Belgium (BEL)                   | 3 | 0  | 0 | 3 | 8  | 17 | –9  | 0  |